# Torarp
Torarp est une localité de la commune de Karlshamn, dans le comté de Blekinge en Suède. En 2010, la population s'élève à 263 habitants.